# Sebastián da Silva
Jesús Sebastián da Silva Mattosa (Tacuarembó, 28 aprile 2002) è un calciatore uruguaiano, attaccante del Miramar Misiones.

## Carriera
da Silva è cresciuto nel settore giovanile del Fénix ed ha debuttato in prima squadra il 24 luglio 2022 nell'incontro di Primera División perso 2-0 contro il Montevideo City Torque. Ha segnato il suo primo gol il 7 dicembre 2022 nell'incontro vinto 2-0 contro il La Luz che ha garantito la permanenza del Fénix in prima divisione.

## Statistiche

### Presenze e reti nei club
Statistiche aggiornate al 19 maggio 2024.
| Stagione        | Squadra         | Campionato      | Campionato | Campionato | Coppe nazionali | Coppe nazionali | Coppe nazionali | Coppe continentali | Coppe continentali | Coppe continentali | Altre coppe | Altre coppe | Altre coppe | Totale | Totale | Totale |
| Stagione        | Squadra         | Comp            | Pres       | Reti       | Comp            | Pres            | Reti            | Comp               | Pres               | Reti               | Comp        | Pres        | Reti        | Pres   | Reti   |        |
| --------------- | --------------- | --------------- | ---------- | ---------- | --------------- | --------------- | --------------- | ------------------ | ------------------ | ------------------ | ----------- | ----------- | ----------- | ------ | ------ | ------ |
| 2022            | Fénix           | PD              | 4          | 0          | CU              | 1               | 0               |                    | -                  | -                  |             | -           | -           | 5      | 0      |        |
| 2023            | Fénix           | PD              | 30         | 1          | CU              | 2               | 0               |                    | -                  | -                  |             | -           | -           | 32     | 1      |        |
| 2024            | Fénix           | PD              | 8          | 0          | CU              | 0               | 0               |                    | -                  | -                  |             | -           | -           | 8      | 0      |        |
| Totale carriera | Totale carriera | Totale carriera | 42         | 1          |                 | 3               | 0               |                    | -                  | -                  |             | -           | -           | 45     | 1      |        |